# ترشک قطبی
ترشک قطبی (نام علمی: Rumex arcticus) نام یک گونه از سرده ترشک است.